# Адамс, Дон
Дон А́дамс (англ. Don Adams, урождённый До́нальд Джеймс Я́рми (Donald James Yarmy); 13 апреля 1923, Нью-Йорк, США — 25 сентября 2005, Лос-Анджелес, США) — американский актёр, комик. За пять десятилетий своей актёрской карьеры получил наибольшую известность за роль Максвелла Смарта (Агента 86) в комедийном шпионском сериале «Напряги извилины» (1965—1970, 1995), в котором он также иногда выступал как режиссёр и сценарист. Адамс завоевал три премии «Эмми» за роль Максвелла Смарта (1967—1969 годы). Он также озвучивал героев мультипликационных сериалов «Теннесси Смокинг и его истории» (1963—1966) и «Инспектор Гаджет» (1983—1986).

## Ранние годы
Дональд Джеймс Ярми родился в Нью-Йорке, в семье Уильяма Ярми и его жены Консуэло (урождённая Дейтер). Его отец был венгерским евреем, а мать римской католичкой с голландскими и ирландскими корнями. Дон не был религиозен, но впоследствии приобщился к католицизму.
Не имея большой тяги к учёбе, в старших классах он числился в злостных прогульщиках, а затем и вовсе бросил школу. В 1941 году, вместе с двумя своими кузенами — близнецами Бобом и Биллом Карвеласами — он поступил на военную службу. Во время Второй мировой войны Дональд Ярми служил в Корпусе морской пехоты США на Соломоновых островах. В 1942 году он был отправлен в составе пополнения для участия в Битве за Гуадалканал. Во время этой военной кампании он единственный из всего взвода уцелел, поскольку, заразившись тяжёлой формой малярии, был эвакуирован в госпиталь в Новой Зеландии. Дон чудом пережил болезнь, проведя год в госпитале, а после выздоровления служил сержантом-инструктором по строевой подготовке.
После демобилизации из армии Дональд Ярми поступил в художественное училище с целью стать рекламным художником. Карьера художника, однако, не задалась, и он переехал в Майами. Там он столкнулся с другом детства Джеем Лоуренсом, с которым они организовали комедийную группу под названием «Младшие братья» (англ. The Young Brothers). Дональд даже временно сменил фамилию на Янг (Young). Однако дуэт просуществовал не долго, и вскоре Дон стал выступать с сольными номерами в ночных клубах.
В одном из клубов он познакомился с певицей Аделаидой Ифантис (Adelaide Efantis), которая выступала под сценическим псевдонимом Аделаида Адамс. Женившись на Аделаиде, Дональд принял псевдоним жены и стал Доном Адамсом. Когда они развелись, он сохранил псевдоним. Объяснял он это тем, что устал быть «в конце алфавита».

## «Шоу Билла Даны»
Адамс начал работать на телевидении в 1954 году, когда он победил в «Поиске талантов Артура Годфри» в разговорном жанре со сценкой, написанной его другом юности Биллом Даной. Он начал появляться в многочисленных комедиях, разнообразных драматических сценках. Он играл в «Шоу Билла Даны» (1963-65) на телеканале NBC, роль неуклюжего охранника в отеле по имени Байрон Глик — образ почти идентичный образу Максвелла Смарта в сериале «Напряги извилины». Менеджера в отеле сыграл Джонатан Харрис, который спустя некоторое время играл в сериале «Напряги извилины» в 1970 году.

## «Напряги извилины»
Создатели сериала Мел Брукс и Бак Генри делали «Напряги извилины» как комедийный ответ на популярные шпионские фильмы и телесериалы 1960-х годов, таких как «Человек из U.N.C.L.E.», «Мстители», «Я шпион». Они хотели написать пародию, которая сочетала бы в себе элементы двух наиболее популярных киносерий того времени: о Джеймсе Бонде и об инспекторе Клузо («Розовая пантера»).
Сериал «Напряги извилины» был написан для актёра Тома Постона в роли главного героя и должен был идти на канале CBS. Когда канал CBS отклонил его, сериалом заинтересовался канал NBC, который утвердил на главную роль Адамса, уже имевшего с этим каналом контракт. Когда сериал «Напряги извилины» дебютировал в 1965 году, Адамс сразу стал популярен.
Адамс создал уникальный характер, выработал примечательный стиль. Он изобрёл множество коронных фраз (некоторые из которых появились до начала сериала). Например: «Девять Девять, только не говори, что у него в руке пистолет» — «У него в руке пистолет, Макс» — «Девять Девять, я же просил не говорить мне этого». Или «Старый трюк с пистолетом в бильярдном кие». Это помогло сделать сериал хитом более чем в ста странах мира.
В дополнение к актёрству, Адамс также срежиссировал и написал сценарий к нескольким сериям. После съёмок он иногда враждовал с Джеем Сэндричем, который работал сценаристом. Он был номинирован на премию «Эмми» 4 сезона подряд, в период с 1966 по 1969 годы, как "Лучший актёр комедийного сериала". Он получил награду 3 раза.
Сериал переехал на канал CBS для показа последнего сезона, причём тогда у него сильно упали рейтинги. Сериал «Напряги извилины» был прекращён в 1970 году. Всего было отснято и показано 138 серий.

## Роли
Адамс был счастлив, когда окончился показ сериала «Напряги извилины», так как он хотел попробовать себя в других проектах. Его роли после сериала «Напряги извилины» были менее успешны: это такие комедийные сериалы, как «Партнёры» (1971—1972), «Дон Адамс скрин-тест» (1975—1976) и три попытки возродить сериал «Напряги извилины» в 1980-е годы. Даже его фильм «Раздевающая бомба» был провален: Адамс играл роль Максвелла Смарта и не мог вырваться из образа. Однако имела успех его работа по озвучиванию в мультипликационном сериале «Инспектор Гаджет».

## «Дон Адамс скрин-тест»
«Дон Адамс скрин-тест» - игровое шоу, длившееся 26 серий в течение сезона 1975-1976 годов. Было сделано из двух пятнадцатиминутных частей.

## Голос за кадром и дальнейшая работа
Адамс работал закадровым голосом в «Tennessee Tuxedo & His Tales» (1963—1966), но он был более известен как голос Инспектора Гаджета в сериях 1983—1986 годов и в специальных Рождественских, а также в более поздних репризах, он также проявил себя в эпизодах студии «Ханна-Барбера» в «Скуби-Ду».
Он попытался играть в ситкоме «Check it Out!» в Канаде в 1985 году; шоу продолжалось в течение трёх лет в Канаде, но оно не было успешно в США. В шоу также играл Гордон Клэпп, неизвестная звезда в то время, который нашёл взаимопонимание с Адамсом. В «A&E Biography» Адамс сказал, что в «Check it Out!» он заработал больше денег, чем на всех сериях в «Напряги извилины». Он повторил роль Максвелла Смарта в сериале «Напряги извилины» в 1995 году, в котором играла партнёрша Барбара Фелдон и восходящая звезда Энди Дик, как сын Макса и Агента 99. В отличие от оригинальной версии сериала, эта версия была завершена после всего 7 серий.
В 2003 году Адамс присоединился к экспозиции «Напряги извилины» в Музее телевидения и радио.
Адамс был голосом собаки Брайана в фильме «Инспектор Гаджет» в 1999 году.

## Личная жизнь
Адамс был женат и разведён три раза:
- Аделаида «Делл» Эвантис (с 1949 года до 1958 года). У них родилось четверо детей: актриса Сесилия, Кэролин, Кристин и Катя.
- Дороти Брекен (с 1960 года до 1973 года). У них родилось двое детей, Стэйси Ноэль и Шон Адамс.
- Джуди Лусиано (с 10 июня 1977 года до 1990 года). У них родилась дочь Бейдже Даун Адамс.

Всего у Адамса были семеро детей, 5 внуков и 3 правнука.
У Дона Адамса был брат — актёр Ричард Пол Ярми (1932—1992), известный как Дик Ярми, и сестра — писательница Глория Ярми Бёртон.
Адамс на протяжении всей жизни дружил с актёром Доном Риклсом. Кроме того, он был близким другом шефа-редактора журнала «Playboy» Хью Хефнером, с которым он играл в карты каждую неделю. Джеймс Каан был его частым партнёром по игре в гольф.

## Смерть
Скончался 25 сентября 2005 года в Лос-Анджелесе, штат Калифорния от лёгочной инфекции после долгой борьбы с костной лимфомой. Среди его панегиристов была его многолетняя подруга Барбара Фелдон. Похоронен на кладбище «Hollywood Forever» в Голливуде, штат Калифорния. Панихида состоялась в церкви «Good Shepherd» в Беверли-Хиллз.